# Jövendő (folyóirat, 1905–1937)
A Jövendő Kolozsvárt 1928-ban Ferencz József akadémiai hallgató szerkesztésében megjelent közel száz lapos antológia. Előzménye az unitárius teológusok Olvasó és Irodalmi Köre (később Önképzőköre) által 1860-tól megjelentetett kézírásos lap, mely 1905-ben Boros György védnök tanár javaslatára felveszi a Jövendő címet. A lap az első világháború utolsó éveiben megszűnt, majd 1920-tól újraindult, s még 1937-ben is több-kevesebb rendszerességgel havonta megjelent. Az antológia a Jövendő 1920 és 1928 között szerepelt munkatársainak 26 írását közli.
Boros György ajánló sorai után Ferencz József Köt a rög c. Reményik-idézettel indított "előszó helyetti" vallomása az erdélyiségtudat kialakítását, a szülőföldhöz kötődést, valamint a magyar nyelv és kultúra ápolását tűzi ki a kötet céljául. Csongvay Lajos, Ferencz József, V. Filep Andor, Rostás Dénes, Simén Dániel, Török Mihály és Zsigmond József karcolatokkal, novellákkal, elmélkedésekkel szerepel. Ürmösy Gyula dolgozata a Jövendő c. önképzőköri lap történetét mutatja be. Verseket Dézsi Zoltán, Kriza János teológus és Székely (Szabédi) László tollából közölnek; utóbbinak három műfordítása is megjelent, közöttük Şt. O. Iosif Ének c. verse.